# Trygodes musivaria
Trygodes musivaria là một loài bướm đêm trong họ Geometridae.